# Nogaleros de Allende
Los Nogaleros de Allende es un equipo de béisbol que compite en la Liga del Norte de Coahuila con sede en Allende, Coahuila, México. 

## Historia
Los Nogaleros de Allende regresaron a la liga para el año 2015 después de más de 20 años de ausencia.

## Jugadores

### Roster actual
Por definir.
Pitcher  Gregorio quintero
Receptor Roberto Villarreal 
Rf Carlos chapa
Short stop Carlos grifinth
Segunda base Carlos Sepúlveda
Pitcher jose sanchez
Primera base alberto Palomares